# Jan Guńka
Jan Guńka (ur. 8 marca 1926 w Cieszynie, zm. 29 sierpnia 2015 tamże) – prezbiter Kościoła Zielonoświątkowego w RP.

## Życiorys
Jan Guńka urodził się w Cieszynie 8 marca 1926 roku jako syn Karola i Anny z domu Zagóra. Jego wczesną edukację przerwał wybuch II wojny światowej, podczas której stracił ojca i starszego brata, a sam znalazł się w polskim wojsku w Anglii. Po zakończeniu wojny powrócił do kraju. Kontynuował naukę i ukończył studia na Wydziale Mechaniczno-Lotniczym Politechniki Wrocławskiej. W sierpniu 1954 roku we Wrocławiu poślubił Zofię Pilniakowską, po czym powrócił wraz z żoną do swego rodzinnego miasta Cieszyna na stałe. W małżeństwie przeżyli razem 61 lat i wychowali czworo dzieci. Pracował zawodowo w różnych firmach montażowych i projektowych. Po przejściu na emeryturę udzielał się społecznie w cieszyńskim kole terenowym Związku Kombatantów RP i Byłych Więźniów Politycznych.
Jan Guńka wychowywał się w ewangelickiej rodzinie, która uczestniczyła w Społeczności Związku Stanowczych Chrześcijan na Śląsku Cieszyńskim. To wychowanie oraz trudne przeżycia wojenne doprowadziły go do podjęcia decyzji o oddaniu swojego życia Panu Jezusowi Chrystusowi, co nastąpiło 26 grudnia 1947 roku w Suchej Górnej na Zaolziu. W 1955 roku przyjął chrzest wiary w Wiśle Malince. Natomiast w końcu lat 50. przeżył chrzest w Duchu Świętym.
Przez wiele lat był kaznodzieją w zborze cieszyńskim równocześnie pełniąc funkcję sekretarza Rady Zboru. W latach 1978 do 1984 był przewodniczącym Związku Stanowczych Chrześcijan, wchodzącego wtedy w skład Zjednoczonego Kościoła Ewangelicznego (ZKE). 28 listopada 1981 roku na X Synodzie ZKE w imieniu Stanowczych Chrześcijan złożył wniosek o całkowite usamodzielnienie się wszystkich wyznań. Wniosek został odrzucony, ponieważ większość delegatów głosowała za pozostaniem w ZKE.
Po zakończeniu służby przewodniczącego Związku Stanowczych Chrześcijan rozpoczął służbę wykładowcy Słowa Bożego na terenie całego kraju, w różnych denominacjach  o charakterze zielonoświątkowym i ewangelikalnym. W latach 1991–1994 był wykładowcą religioznawstwa w Misyjnym Seminarium Biblijnym w Cieszynie.